# Tecnorromantismo
Stéphan Barron foi o primeiro a desenvolver o conceito de Tecnoromantismo entre 1991 e 1996 para sua tese de doutorado na Universidade Paris VIII. O tema principal de sua pesquisa é o que ele chama de “Tecnoromantismo/Tecnoromanticismo”, neologismo que ele criou e que foi adotado por outros pesquisadores de língua inglesa. O tecnoromantismo é a teoria das ligações entre a arte e as novas tecnologias, no contexto das ameaças colocadas à natureza pela tecnociência e pelo desenvolvimento económico. O tecnoromantismo também busca analisar o retorno do corpo humano dentro das artes tecnológicas, formulando a hipótese de que uma sociedade tecnológica necessita de um reequilíbrio corporal de percepções. Adiado por razões editoriais, seu livro Technoromantisme foi publicado pela l'Harmattan em 2003. Tecnoromantismo (Technoromanticism) é um termo usado para indicar aqueles aspectos da cultura contemporânea que atribuem às tecnologias avançadas a capacidade de promover o poder da imaginação, de restaurar o papel do gênio e para promover a unidade; por outras palavras, que revivem e perpetuam o legado do movimento artístico e filosófico dos séculos XVIII e XIX conhecido como Romantismo, mas por meios tecnológicos. O termo foi usado em 1999 em um livro intitulado Technoromanticism delineando evidências de romantismo em muitos comentários sobre a tecnologia digital da época.
Como tal, o tecnoromantismo atribui à tecnologia a capacidade de redimir a humanidade dos seus problemas e de concretizar tecnoutopias. Segundo esta tese, o tecnoromantismo é idealista, também olha para trás, vendo nas tecnologias avançadas a oportunidade de retornar aos valores artesanais, análogo ao romance de William Morris com as guildas medievais. Apela a narrativas de totalidade, contra o racionalismo que é supostamente redutor. Movimentos para invocar as redes digitais como um meio de devolver a sociedade humana e o mundo a um todo orgânico poderiam ser considerados tecnoromânticos, bem como os supostos aspectos religiosamente redentores da tecnologia digital.

## Personagem polêmico
O termo "tecnoromantismo" parece extrair ressonâncias de sua oposição ao conceito de tecno- racionalismo, alvo de teóricos críticos como Theodor W. Adorno e Herbert Marcuse. Uma motivação para descrever certos aspectos da cultura digital como “tecnoromânticos” pode ser sinalizar que o que muitas pessoas afirmam sobre a computação avançada em rede é antiquado e incorporado nas formas tradicionais de pensar, por mais inovadora que seja a tecnologia. O termo também entra em debates dentro do movimento de métodos de design sobre Racionalismo e Romantismo, ou na filosofia entre objetivismo e subjetivismo, particularmente conforme articulado pelo filósofo Richard J. Bernstein. O termo também pode encorajar a crítica de certos comentaristas que parecem afirmar que estão adotando formas pós-modernas de pensar quando na verdade eles podem estar se referindo ao romantismo, ou caindo no que George Lakoff e Mark Johnson descrevem negativamente como “fenomenologia de poltrona”.

## Críticas ao termo
O tecnoromantismo é, portanto, principalmente um termo pejorativo para uma atitude ingênua em relação ao que as tecnologias digitais são e podem realizar. Como tal, o rótulo pode deturpar os aspectos profundos do movimento filosófico do Romantismo, tal como avançado por Schlegel e Schelling, e no qual muitos pensadores radicais do século XX se basearam, particularmente Martin Heidegger. Há quem rotule deliberadamente a sua actividade como tecnoromântica, como o artista Stéphan Barron, que adoptou a palavra de forma positiva para categorizar a sua arte.

## Oposições ao tecnoromantismo
A oposição mais potente ao tecnoromantismo parece vir menos de um retorno ao racionalismo do que de argumentos avançados a partir das posições de incorporação, cognição situada, pragmatismo, fenomenologia e as estratégias de desconstrução conforme delineadas no contexto da computação digital por Winograd e Flores, Clark, Dreyfus e Coyne.